# Les classiques du peuple
Les classiques du peuple (Die Klassiker des Volkes) sind eine in dem linken französischen Verlag der Éditions sociales seit den 1950er Jahren in Paris erschienene Buchreihe im Taschenformat mit Werken „des Volkes“ (französisch du peuple), d. h. der proletarischen Literatur zugerechneten Werken.

## Einführung
Die Éditions sociales französisch Les Éditions sociales (oder ES) wurden nach der Befreiung Frankreichs gegründet und waren rund 40 Jahre lang das wichtigste Verlagshaus der Kommunistischen Partei Frankreichs (PCF).
Die 1950er Jahre dieses Verlages waren geprägt von der Einführung dieser Sammlung (1950) und der der classiques du marxisme (Klassiker des Marxismus, 1952).
In der Reihe Les classiques du peuple erscheinen wichtige Texte aus der Zeit der Aufklärung oder der revolutionären Tradition. Die Bücher des Verlages wurden von namhaften Wissenschaftlern präsentiert, darunter Roland Desné, Georges Lefebvre, Claude Mossé, Jean Poperen, Madeleine Rebérioux, Albert Soboul, Jean Varloot, Michel Vovelle, Claude Willard.
Die folgende Übersicht erhebt keinen Anspruch auf Aktualität oder Vollständigkeit:

## Bände (Auswahl)
- Auguste Blanqui: Auguste Blanqui, textes choisis. 1956.
- Pierre Brochon: La chanson française, du socialisme utopique à la Révolution de 1848. (französisch, books.google.de – Leseprobe).
- Code de la nature, ou le véritable esprit de ses lois de tout temps négligé ou méconnu. / Morelly
- Jean Varloot (Hrsg.): Diderot: textes choisis. Pensées philosophiques, lettres sur les aveugles, suite de l'apologie de l'abbé de Prades. Band 1, Editions Sociales, Paris 1952.
- De l’Esprit, par Helvétius. / Claude-Adrien Helvétius
- Paulette Charbonnel (Hrsg.): D’Holbach, textes choisis. Editions Sociales, Paris 1957.
- Lucien Brunelle (Hrsg.): Lamarck, pages choisies.
- La Lyre d’airain. Poésie populaire et démocratique 1815–1918. (books.google.de – Teilansicht). présentée par Georges Cogniot
- Oeuvres diverses / Pierre Bayle
- Paul Lafargue. Textes choisis / Paul Lafargue
- Albert Soboul (Hrsg.): Textes choisis de l’Encyclopédie ou Dictionnaire raisonné des sciences, des arts et des métiers.
- Filippo Buonarroti: Conspiration pour l égalité dite de Babeuf, suivie du procès auquel elle donna lieu, et des pièces justificatives, etc. Préface par Georges Lefèbvre.
- Dictionnaire historique et critique. Préf. et notes par Alain Niders.